# Flexoelektrizität
Flexoelektrizität ist eine Eigenschaft eines dielektrischen Materials, bei der es eine spontane elektrische Polarisation aufweist, die durch einen mechanischen Dehnungsgradienten induziert wird. Flexoelektrizität ist eng mit der Piezoelektrizität verwandt, aber während sich Piezoelektrizität auf die Polarisation aufgrund einer gleichmäßigen Dehnung bezieht, bezieht sich die Flexoelektrizität speziell auf die Polarisation aufgrund der Dehnung, die sich von Punkt zu Punkt im Material ändert und einen Gradienten aufweist. Diese ungleichmäßige verteilte mechanische Spannung bricht die Zentrosymmetrie, was bedeutet, dass im Gegensatz zur Piezoelektrizität in zentrosymmetrischen Kristallstrukturen flexoelektrische Effekte auftreten können. Flexoelektrizität ist nicht dasselbe wie Ferroelastizität.
Inverse Flexoelektrizität kann intuitiv als Erzeugung eines Spannungsgradienten aufgrund der Polarisation definiert werden. In ähnlicher Weise würde sich Converse-Flexoelektrizität auf den Prozess beziehen, bei dem ein Polarisationsgradient eine mechanische Spannung in einem Material induziert.
Die elektrische Polarisation {\displaystyle P_{i}}, verursacht durch die mechanische Spannungsenergie {\displaystyle \epsilon _{jk}} in einem Dielektrikum ist gegeben durch:
{\displaystyle P_{i}=e_{ijk}\epsilon _{jk}+\mu _{ijkl}{\frac {\partial \epsilon _{jk}}{\partial x_{l}}}}
wobei der erste Term dem direkten piezoelektrischen Effekt entspricht und der zweite Term der durch den Dehnungsgradienten induzierten flexoelektrischen Polarisation entspricht.
Hier ist der flexoelektrische Koeffizient, {\displaystyle \mu _{ijkl}} ein Polartensor vierten Ranges, und {\displaystyle e_{ijk}} ist der piezoelektrische Spannungskoeffizient, der dem direkten piezoelektrischen Effekt entspricht.